# Jacob Frederik Schaffalitzky de Muckadell
Jacob Frederik Schaffalitzky de Muckadell (26. december 1722 i Køge – 3. august 1776 i Slesvig by) var en dansk officer, bror til den senere greve Albrecht Christopher Schaffalitzky de Muckadell.
Han var søn af Heinrich Bernhard Schaffalitzky de Muckadell og Ulrikka Elisabeth von Heinen, blev kammerherre, oberstløjtnant i Hestgarden og slutteligt generalmajor af kavaleriet.
Han var gift med Marie Cathrine Fabritius de Tengnagel (1736-1792), datter af Michael Fabritius og Anna Maria Fabritius.